# Openwebnet
OpenWebNet is een communicatieprotocol ontworpen en ontwikkeld door Bticino vanaf het jaar 2000.
Een dergelijk protocol ontstond om de communicatie met alle componenten en onderdelen van het MyHome domoticasysteem mogelijk te maken. Het protocol werd zo ontwikkeld dat het volledig onafhankelijk is van het communicatiemedium. Het kan bijvoorbeeld gebruikt worden om een applicatie te draaien op een PC die direct verbonden is met het te sturen domoticasysteem via RS232 of USB of via een ethernet gateway. De OpenWebNet standaard wordt verdeeld en ondersteund via de MyOpen community site.